# Oswald Rayner

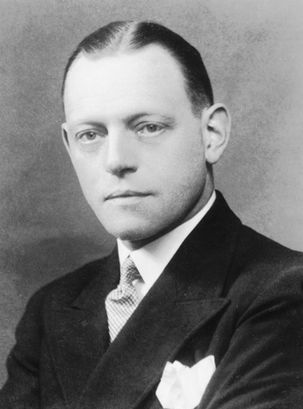
Oswald Rayner

Oswald Rayner (Smethwick, Staffordshire, 1889 – Botley, Oxfordshire, 1961) was een Brits geheim agent van MI6 in Rusland gedurende de Eerste Wereldoorlog. Hij ging later in Finland werken als correspondent voor The Daily Telegraph.
Op de Universiteit van Oxford raakte hij bevriend met de Russische prins Felix Joesoepov. Bij het uitbreken van de Eerste Wereldoorlog werd hij agent van de MI6. Volgens sommigen zou hij deel hebben genomen aan de samenzwering in Sint-Petersburg en zou hij Grigori Raspoetin hebben doodgeschoten.
Hij vertaalde het boek van Joesoepov over de moord op Raspoetin in het Engels en noemde zijn oudste zoon Felix Rayner naar de Russische prins.
- International Standard Name Identifier: 0000 0003 9009 6829
- Nationale Bibliotheek van Polen: a0000003661998
- Nederlandse Thesaurus van Auteursnamen: 074732390
- Virtual International Authority File: 283631520
- WorldCat: E39PBJfrQVmYY83WhgBvWC3JDq